# 16S рРНК

Вторинна структура 16S рРНК E. coli

16S рРНК — один з трьох типів рибосомної РНК (рРНК), що локалізуються в рибосомах прокаріот. Мають середню величину серед цих рРНК. Константа седиментації дорівнює 16S (одиниць Сведберга); для інших рРНК константи рівні 5 і 23 S. До складу 16S рРНК входить 1600 нуклеотидів. У еукаріотів існують аналогічні їй 18S рРНК, що складаються з 2500 нуклеотидів[джерело?].

Атомна структура 30S субодиниці в Thermus thermophilus. Протеїни показано синім кольором, в той час як одиничну смужку РНК показано помаранчевим.

Рибосоми та РНК присутні у всіх без винятку клітинах, а також деяких органелах еукаріотів (мітохондрії, хлоропласти), тобто ці структури характеризуються найдавнішим походженням. Їх функції завжди однакові, а первинна структура має високий ступінь консервативності. Також рРНК перебувають поза дією природного відбору, тому молекули еволюціонують тільки в результаті спонтанних мутацій і кількість цих мутацій може служити критерієм еволюційної відстані між організмами.
З трьох типів рРНК 16S і 18S найзручніше аналізувати, дотепер вивчена послідовність нуклеотидів в 16S і 18S рРНК для багатьох сотень видів з різних царств живої природи. На підставі отриманих даних виділено три групи еволюційно схожих організмів, що отримали вищий ранг доменів. Це:
- Еукаріоти (але не їх органелли),
- Бактерії (а також мітохондрії і хлоропласти еукаріотів),
- Археї.[джерело?]

Дослідження спорідненості серед бактерій показали наявність 10 еволюційних гілок, причому в 5 з них виявлені фотосинтезуючі організми[джерело?]. Тобто останні набагато більш споріднені іншим нефотосинтезуючим бактеріям, чим один одному. Ці відкриття примушують по-новому дивитися на еволюцію одноклітинних організмів і виникнення фотосинтезу.